# Moulay Slissen
Moulay Slissen è un comune dell'Algeria, situato nella provincia di Sidi Bel Abbes.